# Michinori Tanaka
Michinori Tanaka (Yokohama, 4 de outubro de 1990) é um lutador japonês de artes marciais mistas (MMA), que atualmente compete na categoria peso-galo do Ultimate Fighting Championship.

## Cartel no MMA
| Cartel no MMA   |             |            |
| 14 lutas        | 11 vitórias | 3 derrotas |
| Por nocaute     | 0           | 0          |
| Por finalização | 5           | 0          |
| Por decisão     | 6           | 3          |

| Res.    | Cartel | Oponente            | Método                        | Evento                                        | Data                   | Round | Tempo | Local                         | Notas |
| ------- | ------ | ------------------- | ----------------------------- | --------------------------------------------- | ---------------------- | ----- | ----- | ----------------------------- | ----- |
| Derrota | 11-3   | Ricardo Ramos       | Decisão (unânime)             | UFC Fight Night: Bermudez vs. Korean Zombie   | 4 de fevereiro de 2017 | 3     | 5:00  | Houston, Texas                |       |
| Derrota | 11-2   | Rani Yahya          | Decisão (unânime)             | UFC Fight Night: Cyborg vs. Lansberg          | 24 de novembro de 2016 | 3     | 5:00  | Brasília                      |       |
| Vitória | 11-1   | Joe Soto            | Decisão (dividida)            | UFC 195: Lawler vs. Condit                    | 2 de janeiro de 2016   | 3     | 5:00  | Las Vegas, Nevada             |       |
| Derrota | 10-1   | Kyung Ho Kang       | Decisão (dividida)            | UFC Fight Night: Hunt vs. Nelson              | 20 de setembro de 2014 | 3     | 5:00  | Saitama                       |       |
| Vitória | 10-0   | Roland Delorme      | Decisão (unânime)             | UFC 174: Johnson vs. Bagautinov               | 14 de junho de 2014    | 3     | 5:00  | Vancouver, Colúmbia Britânica |       |
| Vitória | 9-0    | Kyle Aguon          | Decisão (unânime)             | Pacific Xtreme Combat 40                      | 25 de outubro de 2013  | 5     | 5:00  | Mangilao                      |       |
| Vitória | 8-0    | Crisanto Pitpitunge | Decisão (unânime)             | Pacific Xtreme Combat 37                      | 18 de maio de 2013     | 5     | 5:00  | Pasig                         |       |
| Vitória | 7-0    | Caleb Vallotton     | Finalização (triângulo)       | Pacific Xtreme Combat 36                      | 8 de março de 2013     | 2     | 2:39  | Mangilao                      |       |
| Vitória | 6-0    | Russell Doane       | Finalização (mata-leão)       | Pacific Xtreme Combat 34                      | 17 de novembro de 2012 | 3     | 2:09  | Cidade Quezon                 |       |
| Vitória | 5-0    | Jong Hoon Choi      | Finalização (mata-leão)       | Shooto: 3rd Round                             | 10 de março de 2012    | 1     | 3:29  | Tóquio                        |       |
| Vitória | 4-0    | Teruto Ishihara     | Decisão (unânime)             | Shooto: The Rookie Tournament 2011 Final      | 18 de dezembro de 2011 | 2     | 5:00  | Tóquio                        |       |
| Vitória | 3-0    | Takuya Ogura        | Finalização (triângulo)       | Shooto: Gig Tokyo 7                           | 6 de agosto de 2011    | 1     | 3:09  | Tóquio                        |       |
| Vitória | 2-0    | Hiroshi Roppongi    | Finalização Técnica (armlock) | Shooto: Gig Saitama 3                         | 10 de abril de 2011    | 2     | 1:29  | Fujimi                        |       |
| Vitória | 1-0    | Yasutaka Hamaji     | Decisão (unânime)             | Shooto: Shooting Disco 13: Can't Stop Myself! | 16 de outubro de 2010  | 2     | 5:00  | Tóquio                        |       |